# Stipagrostis hirtigluma
Stipagrostis hirtigluma är en gräsart som först beskrevs av Carl Bernhard von Trinius och Franz Josef Ivanovich Ruprecht, och fick sitt nu gällande namn av De Winter. Stipagrostis hirtigluma ingår i släktet Stipagrostis och familjen gräs.

## Underarter
Arten delas in i följande underarter:
- S. h. patula
- S. h. pearsonii